# Пјан ди Сан Мартино (Перуђа)
Пјан ди Сан Мартино је насеље у Италији у округу Перуђа, региону Умбрија.
Према процени из 2011. у насељу је живело 303 становника. Насеље се налази на надморској висини од 147 м.